# كنشاي رام نجر
كنشاي رام نجر رمزها «KR» (بالإنجليزية: Kanshi  Ram  Nagar)‏ ، هو تقسيم إداري لدولة الهند تتبع ولاية أتر برديش (بالإنجليزية: Uttar  Pradesh)‏ ، مركزها هو مدينة كاسجانج (بالإنجليزية: Kasganj)‏ عدد سكانها حسب تعداد سنة 2001 هو ، مساحتها كم² وكثافة السكان لكل كم² .